# GG Волопаса
GG Волопаса (лат. GG Boötis) — двойная затменная переменная звезда типа Беты Лиры (EB) в созвездии Волопаса на расстоянии приблизительно 2109 световых лет (около 647 парсеков) от Солнца. Видимая звёздная величина звезды — от +12,65m до +12,26m. Орбитальный период — около 0,427 суток (10,247 часов).

## Характеристики
Первый компонент — жёлто-белая звезда спектрального класса F. Радиус — около 1,43 солнечного, светимость — около 4,879 солнечных. Эффективная температура — около 7168 K.
Второй компонент — жёлто-белая звезда спектрального класса F.